# Oropom
Oropom (též oworopom, oyoropom, oropoi) je jazyk severovýchodní Ugandy a severozápadní Keni. O tomto jazyce se neví, zda existuje, tím se řadí mezi pochybné jazyky. Existuje pouze jeden článek, který obsahuje jakýkoli originální výzkum o tomto jazyce, Wilson 1970, o kterém diskutuje jen hrstka dalších článků. Tento článek obsahuje několik slov. Wilson přitom rozlišuje dva hlavní dialekty. Tímto jazykem prý mluví kmen Oropomů.

## Zařazení
Jazyk se dá zařadit mezi pochybné jazyky – jazyky, o kterých se neví, zda existují. Pokud by oropom neexistoval, byl by to falešný jazyk. Wilson, co tento jazyk objevil tvrdí, že oropom nejspíše patří mezi khojsanské jazyky, ale usoudil tak pouze podle toho, že Oropomové jsou podobní mluvčím khojsanských jazyků v jižní Africe, ovšem lingvista Harold Fleming považuje tuto teorii za směšnou a že oropom má některé společné rysy s jazykem Kuliak, nebo že může mít něco společného s nilotskými nebo nilosaharskými jazyky. Lingvista Bernd Heine tvrdí že jazyk neexistuje, že se jedná o falešný jazyk, protože když se do této oblasti později vydal, žádný takový jazyk tam nebyl. I samotný Wilson tvrdí, že v oblasti by mohlo být mnoho šarlatánů, kteří si jazyk prostě vymysleli, a že celý jazyk byl prostě vtip.
Protože se žádná z těchto teorií nepotvrdila, tak se jazyk řadí mezi neklasifikované jazyky.

## Slova v oropomu
Wilson uveřejnil ve své práci asi sto slov, pod tímto textem jsou uvedeny příklady.
- Šíp: motit
- Špatný: girito
- Černá: timu
- Modrá: puthia
- Vařit vodu: mak
- Luk: terema
- Spálit: mala
- Prsa: kisina
- Bratr: lukiya
- Býk: losogol
- Kočka: ariet
- Dobytek: pange
- Chalcedon: atunatun
- Dítě: muto
- Chytrá osoba: woth
- Vařit: ipo
- Černý hrnec na vaření: kiriente
- Hrnec na vaření: kodo
- Kráva: ngobo
- Mušle kauri: pel
- Krokodýl: moro
- Stříhat: tubo
- Den: awar
- Hrabat: chege
- Pes: kokuye
- Suchý: de-au
- Náušnice: napiroi
- Ucho: ki-ito
- Vejce: iken
- Antilopa: ongor
- Nepřítel: bu
- Oko: kongiye
- Tlustý: moda
- Otec: mamunyu
- Oheň: emaa
- Ryba: karu
- Jídlo: araukoo
- Blázen: bung
- Chodidlo: apaukoo
- Gazela: tuth
- Dát: we
- Koza: ngoror
- Dobrý: pau
- Tráva: purung
- Drážky na hrncích: nacipa
- Vlasy: akopito
- Ruka: akeleng
- Těžký: keter
- Med: madik
- Dům: apirgoo
- Leopard: meri
- Lehnout si: lura
- Lev: ru
- Muž: muren
- Značka na čele: nageran
- Oženit se: ritha
- Maso: apintoo
- Mléko: coko
- Měsíc: Pele
- Nevlastní matka: yo
- Matka: iyoo
- Krční náramek: gorom
- Noc: riono
- Nos: torom
- Olej: konoye
- Stařec: kuko
- Stařena: kukuye
- Penis: oyaa
- Déšť: lat
- Obdržet: aruka
- Červená: kopurat
- Prorok: murwe
- Ovce: merek
- Sestra: pese
- Sednout si: paja
- Spát: sanan
- Had: kwolta
- Měkký: lujuk
- Půda: nyapid
- Mluvit: dokol
- Kopí: ngokit
- Kamenný zápěstní náramek: aurare
- Slunce: Aca
- Plavat: redik
- Zloděj: mokorat
- Zub: ne-et
- Strom: telegai
- Vagina: kibunte
- Chodit: pauwo
- Válečník: lim
- Voda: lata
- Vlhký: ret
- Bílá: pele
- Čarodějnice: ariet
- Čaroděj: rimirim
- Žena: nakwanta
- Dámská zástěra: ongor